# L'Esquella de la Torratxa
|  | Aquest article tracta sobre la revista. Vegeu-ne altres significats a «L'esquella de la torratxa (sarsuela)». |

L'Esquella de la Torratxa va ser un setmanari satíric, republicà i anticlerical fundat a Barcelona el 5 de maig de 1872 pel llibreter Innocenci López i Bernagossi, editor d'altres revistes satíriques com La Campana de Gràcia. L'Esquella de la Torratxa duia el subtítol de "Periòdich satírich, humorístich, il·lustrat y literari. Donarà al menos uns esquellots cada setmana", i va acabar la seva trajectòria al número 3.096, que aparegué el 6 de gener de 1939. El seu format era de 28x18,8cm i 28,5x22,3cm. Així doncs, amb els seus més de tres mil números i una seixantena d'anys publicant-se, va aconseguir que per les seves pàgines hi passessin la immensa majoria de dibuixants de premsa del seu temps. En la seva col·lecció (que podeu consultar a l'arxiu digital en línia Arca) es pot descobrir l'evolució del nostre país, des de les guerres carlines fins a la guerra civil, a través dels ulls de diverses generacions de dibuixants excepcionals, com Apel·les Mestres, Josep Lluís Pellicer, «Picarol», «Apa», Ricard Opisso, Xavier Gosé, Josep Escobar, Josep Alloza, Tísner, Pere Calders o Antoni Clavé, entre molts d'altres, a banda de col·laboracions de joves artistes, com Picasso o Juan Gris. En l'apartat periodístic podem parlar de noms tan importants de l'època com: Serafí Pitarra, Prudenci Bertrana, Santiago Rusiñol (que hi signava «Xarau»), Rovira i Virgili, Francesc Curet o Màrius Aguilar.
Val a dir que L'Esquella no va tenir una vida ininterrompuda entre 1872 i 1939. Va néixer per substituir La Campana de Gràcia, i per aquest motiu en les seves dues primeres èpoques, només es publicaren quatre números. La tercera i definitiva aparició va tenir lloc el 19 de gener de 1879. Malgrat que no tenia un to tan polític com La Campana de Gràcia, L'Esquella de la Torratxa va ser molt crítica amb la gestió municipal de la ciutat comtal, i molt especialment amb els seus alcaldes, com fou el cas de l'alcalde Rius i Taulet i la seva crítica gestió de l'Exposició Universal de 1888.

Tal com senyala Solà i Dachs:
“La Campana s'ocupava més dels fets de la política estatal i fins i tot internacional, mentre que L'Esquella era notari fidelíssim de tots els esdeveniments barcelonins […] totes dues publicacions eren republicanes i anticlericals, dirigides escrites i dibuixades gairebé pel mateix equip. Aquests dos títols de la nostra premsa humorística són fonamentals per entendre el posterior desenvolupament de les publicacions d'aquest tipus, ja que per elles van passar gairebé tots aquells que han representat alguna cosa en les nostres lletres i en el nostre art”.
Durant molts anys, el seu títol fou La Esquella de la Torratxa, fins que el 1911 es normalitzà el seu títol. Així doncs, L'Esquella és sens dubte una de les publicacions catalanes més importants de sàtira gràfica i escrita, i a les seves pàgines hi ha retratada a través de l'humor i la caricatura l'evolució de la societat catalana i espanyola durant més de trenta anys.

## Contingut i estructura

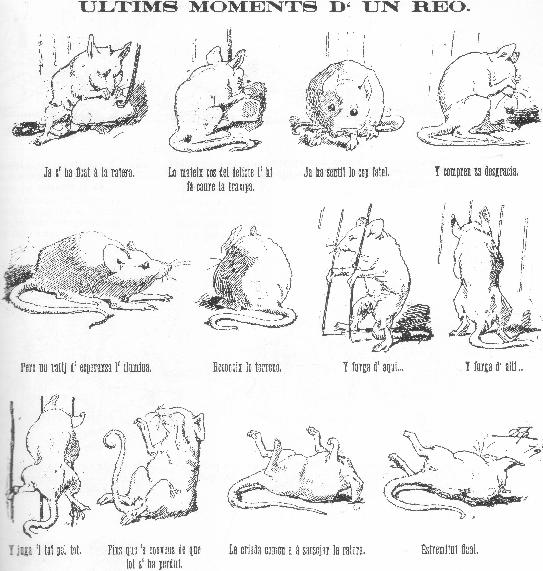
Primer número de L'Esquella de la Torratxa, il·lustrat per Apel·les Mestres.

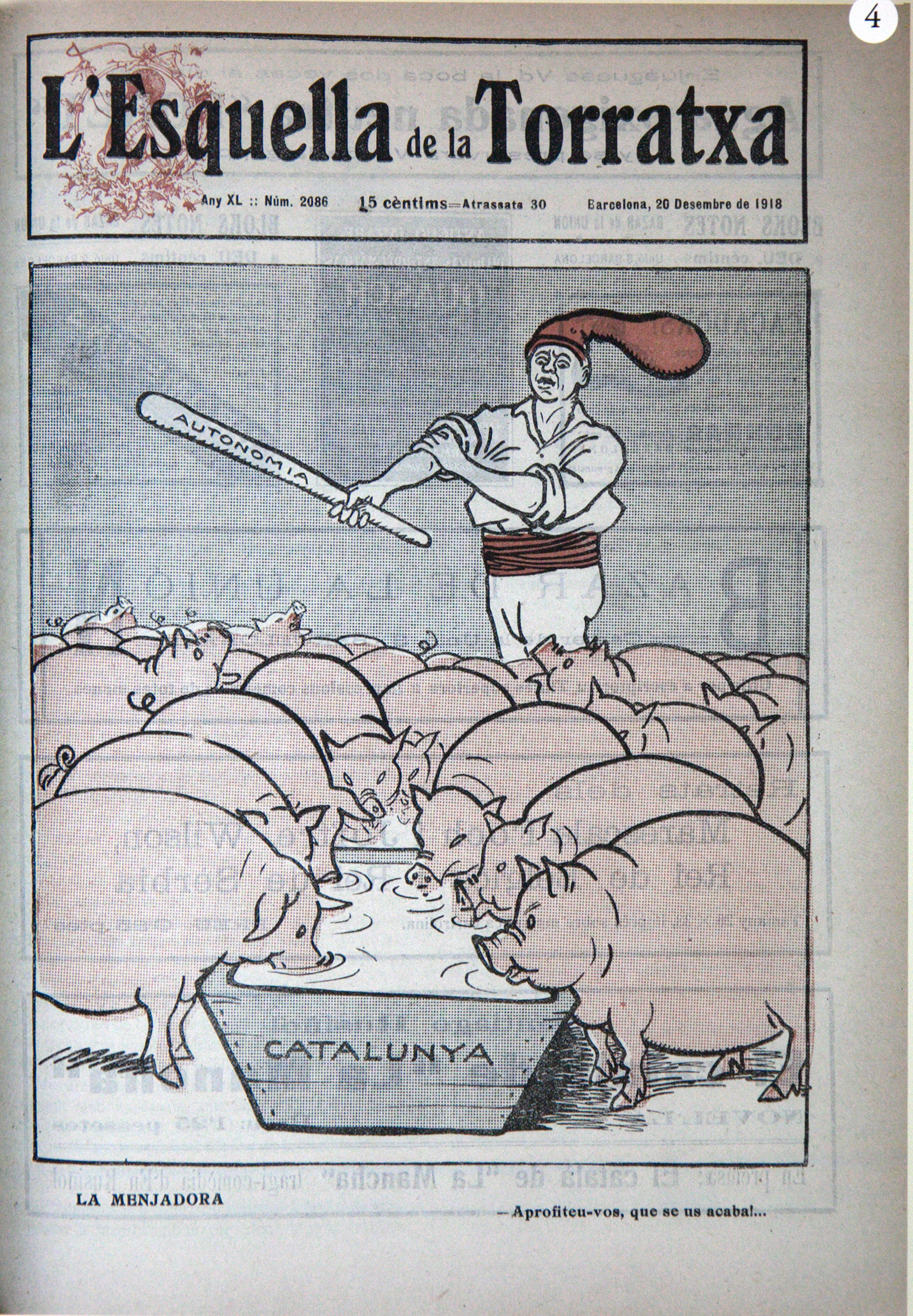
Portada de l'Esquella de la Torratxa del 20/12/1918, quan des de Catalunya es reclamava comptar amb una autonomia. La portada és fortament crítica i satírica amb la dependència econòmica que altres regions d'Espanya tenien amb Catalunya.

Pel que fa al contingut i l'estructuració de la revista, destaquen la portada com a font principal per captar l'atenció del públic, molt potencial i sovint il·lustrada per Moliné durant els primers anys, sempre ocupant la meitat de la pàgina. Seguidament, les dues planes següents són destinades a la Crònica, on s'explica la notícia de més interès del dia, acompanyada d'una caricatura, i no és casualitat, sol representar a l'alcalde o els regidors de torn. Més endavant sovint es parla de les ‘classes' i els ‘tipus barcelonins', especialitat de Marià Foix amb la sèrie La nostre gent, qui retratà la societat barcelonina de l'època amb gran genialitat i amb un humor fluid i comunicatiu. Hi trobem tot un ventall social que engloba des de les classes més opulentes fins a les més pobres, passant per les modes de les capes i els barrets alts i les distraccions dels burgesos d'anar al Liceo, fins als pobres obrers que amb prou feines arriben a finals de més.
Entremig tindríem els diferents articles, degudament il·lustrats tant pels marges superiors com inferiors, i també trobem dibuixos entremig del text. Després vindrien els Esquellots, els Epigramas i els Cuentos, l'apartat dels passatemps anomenat Trenca-caps i finalment en la penúltima pàgina, l'apartat dels anuncis. Tot un mostrari de l'època i dels gustos del moment. Els titulars de les notícies apareixen destacats en negreta i amb lletra majúscula. De la mateixa manera, tota il·lustració té el seu títol superior acompanyada del peu de pàgina inferior amb la frase humorística pertinent. La caricatura serveix doncs per acotar part de la notícia, n'és una part més que forma un tot ben integrat amb la resta dels dibuixos satírics que componen la revista, i n'és bàsicament l'element principal. Sense la caricatura, aquests setmanaris no haurien tingut el ressò mediàtic que tingueren, és per això que les trobem en els llocs més importants de tota revista: a la portada, a l'interior, a la part central normalment a doble pàgina, i a l'última pàgina (habitualment ocupant tota la pàgina) a manera de conclusió i on trobem les reflexions més humanes de la setmana, com aquesta de R. Miró: “Pescar és l'ocupació del género humá”.

## Evolució històrica
La Campana de Gràcia veié la llum el 1870 i a causa de la seva crítica municipal profunda, el 1872 les autoritats van castigar la publicació amb una suspensió d'un mes. L'editor, amb els mateixos col·laboradors, tot canviant el títol del setmanari, va crear una nova publicació, L'Esquella de la Torratxa, que aparegué entre el 5 i el 26 de maig, amb només quatre números, per substituir l'absència al quiosc de La Campana. Dos anys més tard la situació es repetí i novament aparegué entre el 15 de novembre i el 6 de desembre de 1874, una altra vegada amb només quatre números, i no fou fins al 19 de gener de 1879, durant una nova suspensió, que continuà publicant-se ara ja de forma ininterrompuda i simultàniament amb La Campana de Gràcia.
També la pròpia Esquella patí suspensions i, amb el mateix pretext que hagueren fet servir amb La Campana, fou substituïda per altres títols: entre el 30 de maig i el 16 de juny de 1872 per La Tomasa i entre el 2 i el 9 d'octubre de 1925 per  La Rambla.
Publicà núm. monogràfics extraordinaris i números especials dedicats a la mort per exemple d'Àngel Guimerà, Santiago Rusiñol, Francesc Macià o al IV Centenari del Quixot. El 1889 començà la publicació de L'Almanach de L'Esquella de la Torratxa fins al 1925 i també aparegué l'any 1932. A L'Almanach col·laboraren amb textos literaris, així com il·lustracions i caricatures, els redactors i col·laboradors més destacats del setmanari.
La Campana va desaparèixer després dels fets del 6 d'octubre de 1934. Se n'havien publicat 3.403 números. L'Esquella va sobreviure, però a l'inici de la guerra civil fou confiscada per la UGT que n'encarregà la confecció al Sindicat de Dibuixants Professionals. La nova gestió, malgrat els problemes de la guerra, fou un èxit i la darrera etapa del setmanari resultà brillant, plena de troballes humorístiques i encetant un estil d'humor avançat al seu temps, que anys més tard triomfaria en publicacions europees. La redacció era formada per una nova generació de dibuixants: José Alloza, Pere Calders, Avel·lí Artís-Gener (Tísner), Ernest Guasp i Jacint Bofarull. També comptà amb col·laboracions d'Apa, Martí Bas, Nyerra, Graus, Narro, Goñi, Tona, Oxymel, Escobar, Alpresa, Friedfield, Graus, o Clavé.

## Barcelona, escenari principal
L'esquella de la Torratxa s'afermà des de bon principi, com un setmanari arrelat al teixit urbà i als barcelonins que hi habiten. El lector podia identificar-se amb aquells ninots empipats per les qüestions del moment, com ara les obres als carrers per la nova il·luminació elèctrica, admirats davant el progrés que arribava a la ciutat, com en el cas de la bicicleta o els nous automòbils, i crítics envers les despeses dels diversos regidors i batlles municipals. D'aquesta manera, la ciutat de Barcelona acabà sent el centre de totes les gestions, cròniques i critiques que es dibuixaven en cada pàgina.

## Directors i col·laboradors habituals

### Fundador
El gironí Innocenci López i Bernagossi (1829-1895), fou la persona més representativa i que ha fet més per la premsa de Catalunya. Va arrelar a Barcelona, on va obrir la Llibreria Espanyola a la Rambla del Mig, en la qual venia tota mena de llibres i revistes que provenien, sobretot, de l'estranger. També va fer d'editor en nombroses ocasions, i l'èxit que va tenir amb els «Singlots poètics» de Pitarra i amb l'Almanac de Lo Xanguet l'animarien a seguir publicant en català. Així edità Un Tros de Paper i Lo Noi de la Mare, fet que li permetria comprovar que el públic volia periòdics en català. És ben significativa la data de 1870, quan va treure al carrer un títol emblemàtic: La Campana de Gràcia, que ben aviat va ser víctima de suspensions i penyores. En una d'aquestes, va editar una nova publicació per tal de mirar de substituir l'anterior, i que amb eltemps, encara esdevindria més famosa: L'Esquella de la Torratxa, que apareixia per primera vegada el 5 de maig de 1872.

### Directors
El relleu de l'editor i fundador Innocenci López i Bernagossi el prengueren el seu fill i més endavant el seu net, que seguiren editant les dues publicacions. Durant més de trenta anys, el director d'ambdues publicacions fou el periodista Josep Roca i Roca, després L'Esquella fou dirigida, entre d'altres, per Màrius Aguilar, Prudenci Bertrana i Pere Calders.

### Col·laboradors habituals
Cada artista es feia seva la manera de dibuixar cada personatge de l'orde públic del dia, el traç es converteix en inconfusible en el cas dels més destacats, i sovint se'ls atribueixen unes característiques que són pròpies de cadascun d'ells, com és el cas de Manuel Moliné, Gaietà Cornet i Palau, Ramon Miró Folguera, Navarrete, Josep Lluís Pellicer i Fenyé, Jaume Pahissa i Laporta, Antoni Pous i Palau, Oleguer Junyent, L. Alegret o Mariano Foix.
Així doncs, aquesta gran varietat d'artistes que acollí la revista, converteixen la col·lecció d'aquestes il·lustracions satíriques en un vast mosaic de l'evolució dels estils artístics i, especialment, de l'art de la caricatura, que evolucionà lentament però significativament des dels minuciosos dibuixos de personatges macrocefàlics del segle xix fins als sintètics ninots del primer terç del segle vint.
Així, entre els dibuixants que hi col·laboraren destaquen:
- Apel·les Mestres
- Tomas Padró,
- Josep Lluís Pellicer
- Manuel Moliné
- Josep Segrelles
- Llorenç Brunet
- Josep Costa «Picarol»
- Joan G. Junceda
- Jaume Passarell
- Feliu Elias «Apa»
- Jaume Juez «Xirinius»
- Romà Bonet «Bon»
- Tomàs Sala i Gabriel
- Antoni Roca
- Ricard Opisso
- Rosa Riera
- Isidre Nonell.

## Fons gràfic
A L'Esquella de la Torratxa hi van col·laborar gairebé tots els caricaturistes, il·lustradors i humoristes catalans de quatre generacions, i a l'Arxiu Històric de la Ciutat de Barcelona (AHCB) hi està representada l'obra original de: Feliu Elias i Bracons, Apa (1878-1948), Lluís Bagaria i Bou (1882-1940), Romà Bonet i Sintes, Bon (1886-1966), Llorenç Brunet i Torroll (1873-1939), Gaietà Cornet i Palau (1878-1945), Josep Costa i Ferrer, Picarol (1876-1971), Marià Foix i Prats (1860-1914), Joan Llopart i Tresserres (1858-1937), Ramon Miró Folguera (1864-1927), Manuel Moliné i Muns (1833-1901), Ramiro Mondragón del Rio, Ricard Opisso i Sala (1880-1966), Jaume Passarell i Ribó (1890-1975), Joan Pellicer Montseny (1863-1914) o Josep Robert i Picariu (1870-1940)), entre d'altres.
L'AHCB té identificats 7.177 dibuixos originals, 6.729 dels quals foren publicats a les pàgines de L'Esquella de la Torratxa en el període 1886-1930, i els restants 448, als diferents Almanacs dels anys 1889-1925. De tota aquesta obra, hi ha una altíssima representació de caricatures de Picarol: 2.748 dibuixos.
Aquest conjunt importantíssim de dibuixos ens permet seguir una munió de personatges i esdeveniments de la vida quotidiana: retrats d'alcaldes i governadors, polítics, actors i actrius, músics, dibuixants i pintors, escriptors, arquitectes, bisbes, empleats públics, gent del carrer, monuments, festes (Nadal, la Candelera, Rams, Carnestoltes, Quaresma, Corpus...), envelats, jocs florals, teatres, costums, balls, bèsties del parc, botigues i mercats que, junt amb els més destacats esdeveniments de la política nacional i local, ens permet fer una aproximació gràfica a la història dels principals esdeveniments polítics, culturals i socials del país i de la ciutat de Barcelona, al llarg de més de seixanta anys.